# Gouvernement du Consulat
Consulat
(Première République)
Ministres du Directoire Ministres de Napoléon Ier
Le gouvernement du Consulat forme le gouvernement de la République française entre 1799 et 1804. Il est mis en place après le coup d'État du 18 brumaire an VIII, qui remplace le Directoire par le Consulat. Napoléon Bonaparte, Emmanuel-Joseph Sieyès, et Roger Ducos forment un Consulat provisoire, avant l'adoption de la nouvelle Constitution, le 13 décembre 1799.

## Consuls
- Nominations de la Commission consulaire exécutive, pour la période du 10 novembre au 13 décembre 1799 :
  - Consul : Napoléon Bonaparte
  - Consul : Emmanuel-Joseph Sieyès
  - Consul : Roger Ducos
- Nominations des consuls, du 13 décembre 1799 au 18 mai 1804 :
  - Premier consul : Napoléon Bonaparte (à vie à partir du 2 août 1802)
  - Deuxième consul : Jean-Jacques-Régis de Cambacérès
  - Troisième consul : Charles-François Lebrun

## Nomination des ministres du 11 novembre 1799
- Ministre des Affaires étrangères : Charles-Frédéric Reinhard
- Ministre de la Justice : Jean-Jacques-Régis de Cambacérès
- Ministre de la Guerre : Louis-Alexandre Berthier
- Ministre des Finances : Marc Michel Gaudin
- Ministre de la police : Joseph Fouché

## Nominations du 12 novembre 1799
- Ministre de l'Intérieur : Pierre-Simon de Laplace
- Ministre de la Marine et des Colonies : Marc Antoine Bourdon de Vatry

## Remaniement du 22 novembre 1799
- Ministre des Affaires étrangères : Charles-Maurice de Talleyrand-Périgord
- Ministre de la Marine et des Colonies : Pierre Alexandre Laurent Forfait

## Remaniement du 25 décembre 1799
- secrétaire d'État : Hugues-Bernard Maret
- Ministre de l'Intérieur : Lucien Bonaparte
- Ministre de la Justice : André Joseph Abrial

## Remaniement du 2 avril 1800
- Ministre de la Guerre : Lazare Nicolas Marguerite Carnot

## Remaniement du 8 octobre 1800
- Ministre de la Guerre : Louis-Alexandre Berthier

## Remaniement du 7 novembre 1800
- Ministre de l'Intérieur : Jean-Antoine Chaptal

## Remaniement du 3 octobre 1801
- Ministre de la Marine et des Colonies : Denis Decrès

## Remaniement du 27 septembre 1801
- Ministre du Trésor : François de Barbé-Marbois

## Remaniement du 12 mars 1802
- Ministres français de l'Administration de la Guerre : Jean François Aimé Dejean

## Remaniement du 14 septembre 1802
- Ministre de la Justice : Claude Ambroise Régnier